# Mbacke (departamento)
Mbacke ou Mbacké é um departamento da região de Diourbel, no Senegal. Divide-se nos arrondissements de Kael, Ndame e Taïf.